# Question 7
Question 7 is een Amerikaans-Duitse dramafilm uit 1961 onder regie van Stuart Rosenberg.

## Verhaal
Peter is de zoon van de Oost-Duitse predikant Friedrich Gottfried. Gelovigen wordt er het recht op onderwijs ontzegd door het communistische regime. Peter moet zeven vragen beantwoorden, voordat hij tot het conservatorium kan worden toegelaten. Hij zal moeten kiezen tussen zijn carrière of zijn geloof.
Het verhaal is in Nederland ook in boekvorm uitgegeven onder de titel "De beslissende vraag" - ,vertaling P.L.A. Helmholt - Uitgave Kok Kampen - ISBN 90 242 52636

## Rolverdeling
| Acteur               | Personage           |
| -------------------- | ------------------- |
| Michael Gwynn        | Friedrich Gottfried |
| Christian De Bresson | Peter Gottfried     |
| Almut Eggert         | Anneliese Zingler   |
| Margaret Jahnen      | Gerda Gottfried     |
| Erik Schumann        | Rolf Starke         |
| Leo Bieber           | Mijnheer Rettmann   |
| Max Buchsbaum        | Inspecteur Hermann  |
| John Ruddock         | Martin Kraus        |
| Eduard Linkers       | Otto Zingler        |
| Fritz Wepper         | Heinz Dehmert       |
| Philo Hauser         | Kapper              |
| Ernst Konstantin     | Bisschop            |
| Helmo Kindermann     | Sergeant Luedtke    |
| Louis V. Arco        | Mijnheer Dörfl      |